# Saint-Marc-Jaumegarde
Saint-Marc-Jaumegarde é uma comuna francesa na região administrativa da Provença-Alpes-Costa Azul, no departamento de Bocas do Ródano. Estende-se por uma área de 22,56 km². Em 2010 a comuna tinha 1 311 habitantes (densidade: 58,1 hab./km²).